# Ontologismo
El ontologismo es un movimiento filosófico que afirma la presencia de ideas innatas en la mente humana y la posibilidad del entendimiento humano −con diversos matices− de conocer adecuadamente la esencia divina y que tal idea es condición de cualquier otro conocimiento.
Su mayor impulsor fue Nicolás Malebranche y tuvo su momento de más crecimiento durante la Edad Moderna aunque es evidente la influencia de la filosofía platónica en esta escuela.

## Noción

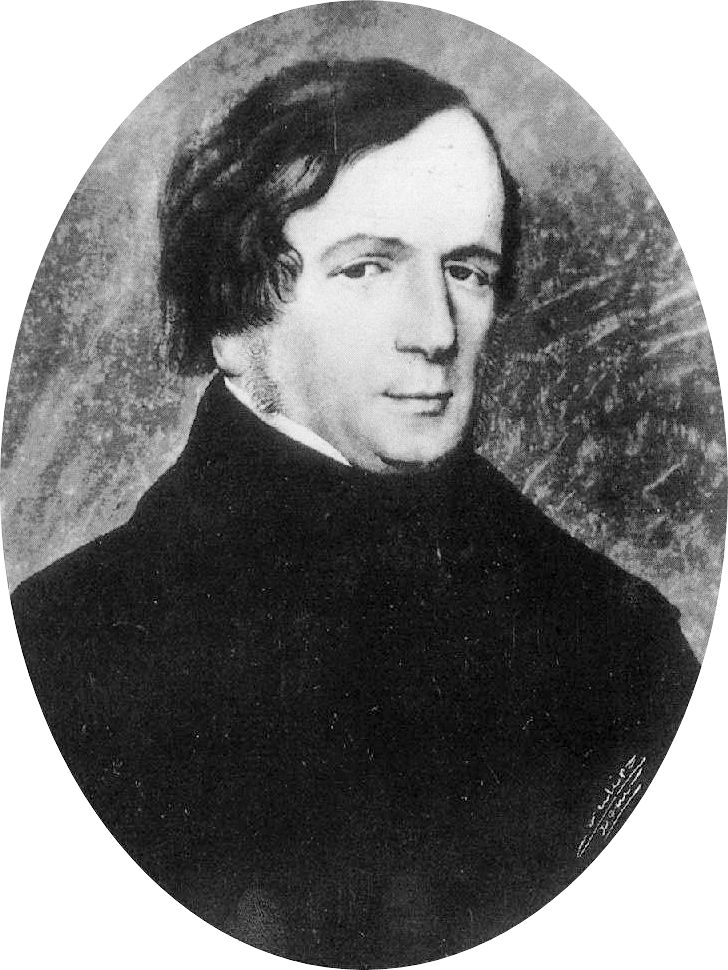
Se reconoce a Vincenzo Gioberti como el primer filósofo en emplear el concepto de ontologismo.

Como término técnico del lenguaje filosófico, fue empleado por primera vez por Vincenzo Gioberti. En oposición al psicologismo, que según Gioberti es un sistema que deduce del sensible lo inteligible, y la ontología de la psicología, «llamaré ontologismo al sistema contrario que enseña y expresa cabalmente el camino oportuno a quien quiere filosofar correctamente». 
El vocablo es susceptible de múltiples significados, no todos ellos ligados a la composición literal. Sin embargo, parece que puede admitirse que en terminología filosófica mantiene la significación que le atribuyó el acuñador: «el ontologismo coloca el término inmediato del conocimiento racional en su objeto, es decir, en la idea; al paso que el psicologismo lo considera como una forma del espíritu humano». Ortuzar atribuye a Malebranche la acuñación del término.
En un sentido muy amplio, en desuso, el ontologismo puede ser concebido como «tendencia del espíritu favorable a la ontología, entendida como la búsqueda de los caracteres y de la naturaleza del ser en sí o de los seres en sí»[cita requerida]. Cabe también emplear el vocablo para expresar no solo la tendencia sino también la doctrina, así se lee en A. Fouillée. Otro sentido, demasiado general, es el registrado por Foulquié y Saint-Jean, en su Dictionnaire de la Langue Philosophique en la voz «ontologísmo»: «toda doctrina que admite un conocimiento intuitivo de Dios». Se comete un abuso terminológico cuando es empleado el término para señalar toda doctrina que admita la posibilidad de una ontología. Resulta también incorrecto limitar el uso del vocablo para designar a los defensores del así llamado Argumento ontológico como prueba de la existencia de Dios.[cita requerida]
Fabre, en su Défense de l'Ontologisme, lo define como «un sistema, en el que después de haber probado la realidad de las ideas generales, se establece que estas ideas no son formas, ni modificaciones de nuestra alma, que no son nada creado, sino objetos necesarios, inmutables, eternos, absolutos; que se concentran en el Ser simplemente dicho, y que este Ser infinito es la primera idea asida (saisie) por nuestro espíritu, el primer inteligible, la luz en la que vemos todas las verdades eternas, universales y absolutas. Los ontologistas dicen, pues, que estas verdades eternas no pueden tener realidad fuera de la esencia eterna. De aquí concluyen que no pueden subsistir sino unidas a la sustancia divina, y que, por consiguiente, es en esta sustancia en la única que nosotros podemos verlas». Estudiado el ontologismo en una perspectiva histórica adquiere algunas peculiaridades que no se advierten fácilmente en la definición con que aparece caracterizado.

## Características del ontologismo
El ontologismo revela una pretensión opuesta al psicologismo. Afirma el primado de lo inteligible frente al primado de lo sensible, en el orden del conocimiento. En la mentalidad ontologista, lo sensible no constituye los datos iniciales del conocimiento. Tampoco lo psíquico puede ser considerado, para el ontologismo, como supuesto inicial. En este sentido el ontologismo es una doctrina opuesta al racionalismo cartesiano, ya que el cogito, como intuición, como entimema, o como dato inmediato en la consciencia, no puede ser aceptado como verdad primaria condicionante o determinante de las demás verdades. Edificar una ontología desde la psicología entorpece, para el ontologismo el camino hacia otros contenidos de rango superior e insuprimibles. El hecho históricamente válido de que el ontologismo haya surgido en el seno del cartesianismo no priva de evidencia a la pretensión antirracionalista del ontologismo.
Otra pretensión del ontologismo −ésta de carácter positivo− es el acceso al conocimiento de Dios, sin trabas o mediaciones que desvirtúen, según él, su auténtica realidad. El ontologismo estima que Dios sólo se presenta como Ser a nuestro conocimiento si es la intuición apriórica la que nos lo consiente, y si es esta visión de Dios la que condiciona la posibilidad de cualquier otro conocimiento. Esta pretensión del ontologismo es la que le sirve para organizar el sistema filosófico y para establecer el orden jerárquico de los seres y los grados ascensionales en la tabla de los conocimientos. El ontologismo es, pues, un sistema filosófico que arranca de la consideración de que el Ser infinito y absoluto, Dios, y las ideas universales, eternas, infinitas y absolutas, son el objeto directo e inmediato de la conciencia o de la inteligencia humana.
El ontologismo aspira a un conocimiento objetivo de la realidad. Esta aspiración irrenunciable le fuerza a una solución en la que sea sólo Dios el objeto primario y fundante no sólo de la realidad o de lo existente, sino del conocimiento. Las ideas, a través de las cuales conocemos las cosas, no pueden ser ni espejos ni mediadores de una realidad objetiva como la realidad divina, y, por tanto, el conocimiento de las cosas a través de las ideas (en ellas, o por ellas o con ellas) no es un conocimiento objetivo de las mismas, si no se realiza en la «visión» de Dios. El ontologismo ve todas las cosas en Dios, porque el alma es el hábitat de Dios.
El ontologismo se ha presentado como una explicación «cristiana» de la realidad, en todas sus formas y grados y del proceso del conocimiento; su doctrina es aceptada por algunos teólogos, pero repudiada por otros como falsa explicación de la naturaleza y del orden sobrenatural. Este aspecto o dimensión tensional del ontologismo fue objeto de acres controversias a finales del siglo XIX, tomando pretexto de las doctrinas de Gioberti y Rosmini. El card. Zigliara, en polémica con el asombroso influjo y fascinación que ejercían los dos pensadores italianos, sistematizó las distintas especies graduales del ontologismo, reduciéndolas a tres, partiendo todas ellas de una consideración fundamental, en la que se establece que, para el ontologismo: «el primer ontológico es también el primer lógico». En consonancia con este principio, se asegura que Dios es el “tò” protológico, puesto que es el primer ser en el orden entitativo, es decir, el primer objeto que se ofrece a la aprehensión de nuestro entendimiento, de manera inmediata, como primer inteligible de la mente humana.

## Formas de ontologismo
La conveniencia de distinguir tres especies de ontologismo la obtiene Zigliara −decidido adversario del sistema− de la triple modalidad con que puede ser tomado formalmente Dios al ser captado como objeto inmediato en la intuición ontologista. La primera especie la forman aquellos filósofos, o teólogos, que al hablar de la inmediata visión de Dios por la mente humana se refieren a la esencia divina, o a Dios en su esencia. La mente humana, según ellos, ve en Dios o de Dios lo que Dios mismo ve en sí mismo de sí mismo, y la única diferencia reside en el grado de comprehensión de la esencia divina. Es una especie de ontologismo que anula por completo el orden sobrenatural positivo, y que no admite acuerdo alguno con la doctrina católica y la filosofía realista, ya que incide en un panteísmo que no ve diferencia entre el Ser de Dios y el ser de las criaturas, en el que la creación sería más bien una emanación.
La segunda especie de ontologismo, en esta clasificación de Zigliara, mantiene la tesis de la visión inmediata de Dios, pero matizándola con sutileza. Dios sería también el objeto inmediato del conocimiento, pero Dios en su dimensión de creador de las cosas, y, por tanto, la esencia «vista» por la mente sería la esencia divina que resplandece en sus atributos operativos ad extra, que son virtualmente distinguibles de los otros y de la esencia divina, sin que tal distinción enturbie la simplicidad de la esencia. Es decir, el ontologismo de esta segunda especie es algo así −para decirlo expresivamente− como un ontologismo de la esencia divina creadora, o lo que es lo mismo, de las razones eternas o ideas ejemplares existentes en la mente de Dios. La coincidencia de todos los ontologistas encuadrados en este grupo residía en la visión inmediata de Dios, siquiera sea a través de alguno de sus atributos, aunque disentían en la formalidad del objeto «divino» asido por la mente de manera inmediata. En lenguaje escolástico podríamos recordar que la peculiaridad ontologista se advierte en la afirmación de que Dios, de alguna forma, o en alguno de sus atributos, es el medium quo y a la vez el objectum quod de la intuición.
La tercera especie de ontologismo según Zigliara la representa en solitario Antonio Rosmini. Zigliara reconoce a la letra que la forma en que es presentado por Rosmini el ontologismo es «diversa» de las otras dos especies, y que «Rosmini niega que su sistema sea ontologista».
El ontologismo supone, como tesis fundamentante del sistema, que el Ente, intuido como necesario, es la idealidad absoluta de la mente humana, o lo inteligible originario. La «idea» no procede de la intuición como acto de la mente, sino que es el Ente necesario el que es necesariamente Idea e ideal¡dad. El Ente como necesario, intuido en forma de juicio, es la objetividad, lo inteligible objetivo y la potencia intuitiva. La «reflexión» mental no es otra cosa que la «repetición del juicio intuitivo, que la precede, la funda y la autoriza». Cualquier definición del ontologismo que no contenga este elemento esencial y primario no expresa la característica del sistema; y el sistema filosófico que no lo admita no es, en rigor formal, un ontologismo identificable en la historia de la filosofía con el de Malebranche (v.) o Gioberti (v.), acuñadores de la doctrina y del término.

## Ontologistas
En el sentido estricto y riguroso del término, son ontologistas Nicolás Malebranche y Vincenzo Gioberti. Gérmenes de ontologismo se encuentran como una constante intelectual en la historia del pensamiento filosófico desde Platón, y preferentemente en la línea ondulante del platonismo. Para no ceder a la fácil tentación de vislumbrar virtualidades de ontologismo en filósofos, místicos o teólogos a los que no cuadraría con justeza semejante atribución, convendrá distinguir atentamente las distintas tesis que comprende el ontologismo descubriendo el núcleo fundamental o esencial que es la clave del sistema.

### Épocas Antigua y Media
En un aspecto demasiado amplio puede ser considerado como ontologista Platón. La razón para esta atribución se encuentra en la primacía ontológica del mundo ideal, y en la hipóstasis de la idea de «Bien», en la que Platón cifra la fuente de las idealidades y de la realidad. El platonismo y el neoplatonismo descubre en su desarrollo una predisposición ontologista, que se manifiesta en los filósofos medievales de la línea agustiniana y buenaventuriana, como ha sugerido Étienne Gilson a lo largo de su obra Espíritu de la Filosofía medieval. En esta línea platónica, el primero al que cabe otorgar el título de ontologismo, sin reticencias, es Marsilio Ficino con su Theologia platónica. Las afirmaciones de Ficino: «Dios es el principio de nuestra inteligencia, el medio y el fin de la misma» y que Dios es la causa omniforme, no sólo de las cosas, sino de las formas de las cosas en acto, son tesis que concuerdan con las fundamentales que se leen en Malebranche o en Gioberti.

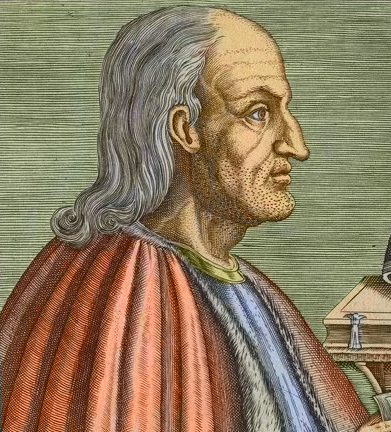
San Anselmo de Canterbury fue el primero en usar el argumento ontológico para demostrar la existencia de Dios

El argumento a simultaneo de Anselmo de Canterbury, con el que aspira a pasar en forma inmediata de la idea de Dios a su realidad basándose en que la idea de Dios implica y supone la necesidad de su existencia, no engloba necesariamente a su autor entre los ontologistas, ya que en la doctrina del Proslogion no aparece que Dios sea la Idea, el Ente o el objeto del conocimiento intuitivo originario. Si falla el postulado que considera la presencia inmediata de Dios como conciencia de la inteligencia humana, y, por tanto, prerrequisito inteligible para cualquier prueba posterior de su existencia y de la de las criaturas, no se puede hablar con rigor de ontologismo. Tampoco está fundada la atribución de ontologismo a Eunomio (m. 395), discípulo y secretario de Aecio (m. 367), aunque las frases transmitidas por Sócrates en su Historia Eclesiástica suenen como las de un ontologismo avant la lettre. La polémica antinicena de Eunomio es restrictivamente teológica, y su pensamiento filosófico le adscribe al más simple nominalismo y al agnosticismo, como se aprecia Basilio de Cesarea en su Adversus Eunomium. Análogas apreciaciones cabe establecer frente a la pretensión de adscribir a los Begardos y Beguinas al ontologismo.
Considerar a Agustín de Hipona o a Buenaventura como ontologistas resulta precipitado. No puede ser considerado ontologista un pensador como Agustín que encuentra a Dios «en la verdad», para concluir que esa verdad, «sin Dios» presente en ella, no sería la verdad. En rigor de expresión, Agustín no ve todas las cosas en Dios, sino que «concluye» que a Dios sólo se le ve en Dios. Todas las frases agustinianas, incluso la que dice que Dios es el principio del conocimiento, resuelven su sentido correcto en una ontología viviente, en una gnoseología de la vida del espíritu, que no excluye sino que exige la labor interior del alma a través de la mente. Tampoco parece que puedan emparejarse con el ontologismo los filósofos y teólogos árabes que −siquiera sea verdad que admitan una presencia ontológica de Dios o de su esencia en el entendimiento humano− comienzan y concluyen por universalizar el entendimiento de los hombres, univocando no sólo su naturaleza, sino también la universalidad de su singularidad.

### Época moderna

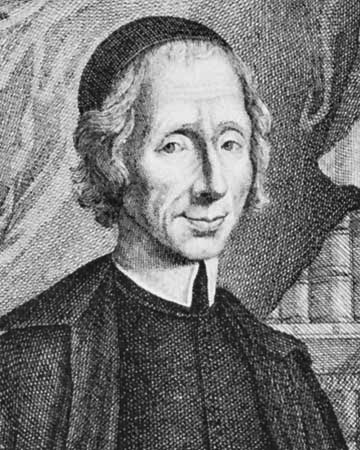
Nicolas de Malebranche es considerado el principal impulsor del ontologismo

El influjo de Malebranche y la fascinación de su estilo, de su pensamiento y de su vida fueron sencillamente decisivos. En la Congregación del Oratorio de San Felipe Neri prendió el espíritu de su doctrina, hasta el punto de que muchos de los más celebrados oratorianos pueden ser considerados ontologistas. Uno de ellos es L. Thomassin (1619-95); aunque su mérito histórico pertenezca a la teología, y sus obras revelen una gran erudición, continuador del método positivo de Petavio, en las tesis especulativas de orden filosófico admite y defiende el innatismo de los primeros principios y una cierta visión inmediata de Dios por intuición, dando por válido el argumento ontológico de Anselmo. 
Ontologista es B. Lamy (1640-1715), también oratoriano, distinto del benedictino de la misma época, y también ontologista, F. Lamy. Su ontologismo tiene una base moral, influido por Platón y por Agustín de Hipona; según Lamy, sin Dios como principio moral intuido directamente, la moral y los deberes carecerían de consistencia. Las persecuciones que hubo de sufrir (murió desterrado en Ruan) por sus ideas cartesianas no le impidieron glosar la obra moral de su maestro espiritual Malebranche. Los dos, Thomassin y B. Lamy, compensan, aunque sólo en parte, las posiciones adversas al ontologismo sostenidas por A. Arnauld y por el jesuita P. de Valois.
Influencias ontologistas respira también el oratoriano André Martin (1621-95), que aparece en la historia del ontologismo con el seudónimo de Ambrosio Víctor, después de ser condenadas por la Iglesia sus tesis, aunque entre ellas figuren algunas que no son precisamente ontologistas.
Los ontologistas, mirados con sospecha creciente por las autoridades católicas, recibieron un impulso en la obra del card. F. S. Gerdil (1718-1802). Su ontologismo es producto de una reacción contra el jansenismo y de una evolución de las ideas cartesianas en la línea de Malebranche. Es un ontologismo que se percata de las dificultades que presenta la tesis fundamental de Malebranche y se esfuerza por darle un sentido ortodoxo o aceptable. Nosotros, admite, vemos todas las cosas en Dios pero no por ello vemos la esencia perfectísima divina. Lo que nos es permitido contemplar o asir por intuición inmediata es la esencia divina «en sus relaciones con las criaturas». Lo que vemos de Dios es la semejanza inteligible de las cosas, e incluso para llegar a esta intuición inmediata ha de preceder un intenso esfuerzo de conciencia y de reflexión.
Para comprender el penetrante influjo del ontologismo en la historia de la filosofía del siglo XIX hay que tener presente lo que supuso como reacción frente al iluminismo de la Ilustración y como oposición al sensismo. Aunque no sean coincidentes, el ontologismo es un aliado de la filosofía realista tradicional, porque ambos representan la defensa de las ideas universales y eternas sobre la elaboración psicologista o la reducción asociacionista.
El ontologista que puede ser considerado, con Malebranche, como prototipo del sistema es V. Gioberti. De menor aliento es F. A. A. Hugonin, (1823-98), aunque sus ideas se desarrollaron con una preocupación apologética que las suavizaba en la expresión; en efecto, renunció a ellas antes de ser consagrado Obispo de Bayeux.
La inspiración ontologista prendió en la Universidad de Lovaina, aunque mezclada con tesis de claro matiz tradicionalista. Es un ontologismo escolar, si cabe la expresión, y académico, pero que ejerció un gran influjo, y al que un Decreto del Santo Oficio del 18 sept. 1861 denunció como erróneo, resumiéndolo en siete proposiciones, tachadas de ontologismo. Antes, en 1843, la Sagrada Congregación del índice, tomándolas de la Teodicea de G. C. Ubaghs (1800-1875), señaló como revisables cinco tesis de sabor tradicionalista-ontologista. A título de catálogo nominal merecen citarse, como ontologistas académicos, además de Ubaghs, de quien escribe Ceferino González «que puede considerarse como el jefe de esta escuela ontológica»: el autor de la Défense de 1'Ontologisme, Fabre D'Envieu y Claessens, Müller, Laforet, Brancherau, así como las Institutiones philosophiae theoreticae del jesuita Francisco Rothenflue. Los profesores de Lovaina contaban con un órgano de expresión: la «Revue Catholique». El ontologismo de Lovaina encontró en A. Lepidi (1838-1922): profesor durante diez años en Lovaina, inauguró la enseñanza con su obra Examen philosophicum-theologicum de ontologismo, y −como maestro dominicano del Sacro Palacio Apostólico−, más tarde, lo promovió tenazmente.
La adscripción al ontologismo de A. Rosmini y de A. f. A. Gratry ha sido invalidada por la crítica. Sobre Rosmini cualquier atribución ontologista sólo puede basarse en un desconocimiento de la bibliografía más reciente, y sobre Gratry en la interpretación abusiva de algunos textos y del espíritu del Oratorio. No parece correcta la exoneración de ontologismo a Gratry basándola en que «está a cien leguas del error ontologista de Rosmini», como argumenta Julián Marías, pues es cabalmente Rosmini el que denuncia como inaceptable la tesis ontologista con trazos más inequívocos que Gratry.

### Época contemporánea
Los filósofos contemporáneos se muestran muy sensibles a la constante ontologista que recorre la historia de la filosofía cristiana, particularmente en Francia y en Italia. En Italia, por haber sido los pensadores tenidos por ontologistas defensores o paladines del «Risorgimento», y en Francia como reacción al cientificismo que recorre en oleadas intermitentes el pensamiento francés. Ontologista es P. Carabellense (1877-1948), cuyo ontologismo ha sido calificado por él mismo de ontologismo crítico. La preocupación por el ser, como constitutivo de la conciencia y del pensar, y la presencia de Dios en la conciencia como el ser que la sustancia de alguna manera, le nació a Carabellese de la lectura de Rosmini en sus estudios de doctorado en la Universidad de Roma en 1905; aunque la «Idea» de Rosmini pierde en su comentarista algunas de sus esencialidades, como la trascendencia del ser de la que dimana, y la luz en la que se funda y determina el ser de la objetividad.
Aunque pudiera resultar abusivo colocar en la corriente ontologista a los representantes de la «Philosophie de l'Esprit», es evidente que en alguno se advierten los matices más sutiles del ontologismo malebranchiano. Contribuyen a esta toma filosófica de posición no sólo los esfuerzos especulativos de sus autores, sino también la experiencia humana, vivida intensamente como tensión teocéntrica, y la reacción anticientificista en un intento de restauración de la persona humana amenazada trágicamente. 
En L. Lavelle (1883-1951) la filosofía del espíritu −y para él no cabe otra filosofía propiamente dicha− pone al descubierto una especie de «complicidad» entre el Ser y el hombre, en la que Dios se presenta agustinianamente como tan íntimo a mí como yo mismo. El ontologismo de Lavelle se expresa en un estilo muy actual, hasta el punto de señalar que, en una experiencia honda, el Ser es la conciencia de mí mismo. La trascendencia del Ser, en la que consienten Lavelle, R. Le Senne (1882-1954) y los espiritualistas cristianos de la «Philosophie de l'Esprit», no les exime de considerar al Ser como inmanente. En la noción de participación, momento esencial en el pensamiento de Lavelle, Dios es siempre el que llama y el que se ofrece como primario y originario, también en el orden del conocimiento, transportando la intuición bergsoniana de la «duración» a la agustiniana y malebranchiana de «lo eterno».
Desde una perspectiva experiencial, Gabriel Marcel puede ser contado entre los filósofos con relieves ontologistas. El «misterio ontológico», misterio en el que el hombre se encuentra implicado, revela la presencia en mí, y no sólo ante mí, del ser; pero de un ser no aprehendido por el esfuerzo racional, sino presupuesto en cualquier experiencia o para cualquier razonamiento válido. Desde este ángulo de consideraciones, cabe atribuir cierta carga de ontologismo a los filósofos del fideísmo y a los existencialistas cristianos, comenzando por Søren Kierkegaard, aunque esta apreciación crítica no impida que Kierkegaard rechace el argumento ontológico con palabras expresas, y que desconfíe del sentimentalismo fideísta, puesto en circulación por su contemporáneo F. Schleiermacher. El ontologismo de la experiencia mística y el intuicionismo de Dios que se lee en las descripciones místicas del estado religioso como tacto o contacto directo, «transformada» el alma en Dios, no autoriza a considerar a sus autores como ontologistas, en el sentido formal del término con que lo emplea la filosofía desde Malebranche y Gioberti.